# Élection de l’assemblée territoriale guinéenne de 1952
Les élections à l'Assemblée territoriale guinéenne ont lieu le 30 mars 1952.

## Le Système électoral
Le conseil général, composé de 50 membres, a été élu par groupes. 
Le premier collège (citoyens français) a élu 18 membres et le deuxième en a élu 32,.